# Automeris foucheri
Automeris foucheri är en fjärilsart som beskrevs av Eugène Louis Bouvier 1927. Automeris foucheri ingår i släktet Automeris och familjen påfågelsspinnare. Inga underarter finns listade i Catalogue of Life.